# 彼得福音
彼得福音是一部关于耶稣的古代典籍，属于不受天主教会承认的经外书。于1886年冬，由法國考古學家于尔班·布里安在挖掘埃及約8世紀基督徒僧侶墓穴时發現，以希臘語写成，內文表示作者是使徒彼得，寫作目的似乎特別為羅馬帝國猶太行省總督彼拉多辯護，指出耶穌之死就是希律·安提帕斯造成。